# Жупаны
Жупаны́ (укр. Жупани́) — село в Козёвской сельской общине Стрыйского района Львовской области Украины.
Население по переписи 2001 года составляло 986 человек. Занимает площадь 1,76 км². Почтовый индекс — 82651. Телефонный код — 03251.